# Nachum von Tschernobyl
Rabbi Menachem Nachum (Twersky, hebräisch מאור עיניים) von Tschernobyl (geboren 1730; gestorben im Jahr 1787 in Tschernobyl, Polen-Litauen, heute Ukraine) war ein chassidischer Rabbiner und der Begründer der Twersky-Dynastie.

## Leben
Er ist der Sohn von Belle Twersky und Rabbi Tzvi Hirsch (1706–1745), aus Norinsk (Region Transbaikalien).
Menachem Nachum erhielt seine Ausbildung in einer litauischen Jeschiwot, die zu jener Zeit ein Zentrum der jüdischen Orthodoxie bildeten. Nach seiner Heirat, von Sarah Shifra Twersky, verdiente er sich einen kümmerlichen Lebensunterhalt als Lehrer. Unter dem Einfluss der kabbalistischen Lehren von Isaak Luria praktizierte er Selbstkasteiung, und als sich der Chassidismus auszubreiten begann, unternahm er eine Reise nach Medschybisch, um dessen Begründer Baal Schem Tow zu besuchen. Nach dem Tode des Baal Schem Tow wurde Menachem Nachum zu einem der wichtigsten Schüler von Dow Bär von Mesritsch und war einer der ersten, der sich aktiv um die Verbreitung des Chassidismus bemühte.
Er wurde als Maggid (Prediger) nach Tschernobyl berufen, wo er in Armut lebte. Die Mitnagdim (Gegner des Chassidismus) waren ihm gegenüber feindlich eingestellt und unterbrachen manchmal seine Predigten durch beleidigende Zwischenrufe. Es ist nicht gesichert, ob Menachem Nachum ein chassidischer Zaddik wurde – Zaddik hier im Sinne von „Meister“, der an einem Ort ansässig ist und dort einen „Hof“ (hebräisch חצר chatzér, deutsch ‚Hof‘) um sich schart. Hingegen weiß man, dass er als Wanderprediger in der Ukraine von Ort zu Ort zog und sich um die „Freilassung von Gefangenen“ bemühte – in diesem Falle um die Auslösung von jüdischen Kleinbauern, die zu Gefängnisstrafen verurteilt wurden, weil sie den Großgrundbesitzern die Miete schuldig geblieben waren.
Sein Buch Maor Ejnajim ist ein Kommentar zur Tora und ausgewählten Stellen des Talmud und eines der ersten chassidischen Bücher. Zu den Grundsätzen, die Menachem Nachum besonders betonte, gehörte die Reinigung der moralischen Attribute des Menschen. In seinem Kommentar schreibt er: „Solange die moralischen Attribute des Menschen nicht gereinigt sind, wird er der Tora nicht würdig sein. Jeder Wochentag sollte der Reinigung eines bestimmten Attributes gewidmet sein: der erste Tag der Liebe, der zweite der Gottesfurcht und so weiter.“
Menachem Nachums Sohn, Mordechai von Tschernobyl (1770–1837), wurde in Tschernobyl geboren und übernahm die Predigerstelle seines Vaters. Die Tschernobyler Dynastie verzweigte sich in eine Reihe von Dynastien unter Mordechais acht Söhnen, darunter die von Skver, Rachmastrivka, Trisk und Tolna.

## Schriften
- Upright Practices. The Light of the Eyes (in der Reihe Classics of Western Spirituality). Übersetzt und herausgegeben von Arthur Green. Paulist Press, New York 1982, ISBN 0-8091-2374-6.